# Ucrania en los Juegos Olímpicos de Turín 2006
Ucrania estuvo representada en los Juegos Olímpicos de Turín 2006 por un total de 52 deportistas que compitieron en 9 deportes.  
La portadora de la bandera en la ceremonia de apertura fue la deportista de luge Nataliya Yakushenko.

## Medallistas
El equipo olímpico ucraniano obtuvo las siguientes medallas:
| Nombre                           | Deporte            | Competición       |
| -------------------------------- | ------------------ | ----------------- |
| Oro                              |                    |                   |
| —                                |                    |                   |
| Plata                            |                    |                   |
| —                                |                    |                   |
| Bronce                           |                    |                   |
| Liliya Yefremova                 | Biatlón            | 7,5 km F          |
| Yelena Hrushina Ruslan Honcharov | Patinaje artístico | Danza sobre hielo |